# Kovács Péter (polgármester)
Kovács Péter (Budapest, 1971. október 1. –)  magyar építőmérnök, politikus, a Fidesz tagja; 2006 óta Budapest XVI. kerületének polgármestere, 2010–2014 között országgyűlési képviselő.

## Élete és pályafutása
Általános iskolai tanulmányait a Hősök Fasora Iskolában folytatta, majd az I. István Gimnáziumban érettségizett. Ezt követően a Budapesti Műszaki Egyetem Építőmérnöki Karán szerzett oklevelet.
1990-ben, tizenkilenc évesen lépett be a Fidesz tagjai közé, illetve ekkor lett a XVI. kerület önkormányzati képviselője. Több bizottságban is tevékenykedett, 2002–2006 között a kerület informatikai tanácsnoka volt. 2006 előtt a Kern Communications Systems Kft.  informatikai és telekommunikációs cég kereskedelmi igazgatói tisztségét töltötte be.
A 2006-os önkormányzati választáson a Fidesz jelöltjeként Budapest XVI. kerületének polgármesterévé választották. 2010-ben újra megnyerte a választást. 2010 és 2014 között a budapesti 24. sz. választókerület országgyűlési képviselője is volt. 2014-ben, 2019-ben és 2024-ben is polgármesterré választották.
2023-ban a Magyar Kultúra Lovagja lett.